# 饒速日命
饒速日命（ニギハヤヒ）是日本神話中的神祇，亦是天孫降臨之一。祂在《日本書紀》中被記錄為饒速日命，而在《古事記》中被稱為邇藝速日命。

## 概要

### 日本書紀之記載
《日本書紀》中記錄，在神武東征之前，天照大神授予十種神寶，饒速日命乘天磐船從天而降，到達河內國（今大阪府交野市），而後移居倭國（今奈良縣）。故被認為是天津彥彥火瓊瓊杵尊傳說之外可考究的天孫降臨傳說，同時也被日本的一些有力氏族，特別是信仰神道的氏族（如物部氏）當作祖神奉祀。饒速日命被認為是在神武天皇到達倭前的守護神，他的存在可以解釋很多日本歷史中的重要問題。也有人認為饒速日命是在神武天皇之前，統治倭地區的出雲系的王權統治者，或是早期存在於倭地區的物部氏的一支的說法。

### 古事記之記載
據《古事記》內容，邇藝速日命是神武東征時倭地區的豪族長髓彥所供奉的天降之神。他實際上是長髓彥的妹妹登美夜須毘賣的丈夫，兩人生下宇摩志麻遲命，而宇摩志麻遲命是物部氏、穗積臣和採女臣的祖先。神武天皇大敗長髓彥後，邇藝速日命向神武天皇表明自己也是天孫降臨，並得到了同為天照大神之孫的神武天皇的認可。

### 先代舊事本紀之記載
根據《先代舊事本紀》的記載，天照國照彥天火明櫛玉饒速日尊和正勝吾勝勝速日天押穗耳尊之子，天津彥彥火瓊瓊杵尊的兄弟天火明命是同一個神。但在《新撰姓氏錄》中，饒速日命、天神（天出身的非皇室血脈）、天火明命是（天照大神系的）不同天孫。
位於京都府八幡市的飛行神社的主神即是饒速日命，根據他「乘天磐船越空而來」的傳說，他被認為是飛行的祖神，並為空難死者進行祭奠。

## 别名
- 饒速日命（ニギハヤヒノミコト）
- 櫛玉命（くしたまのみこと）

被認為和天火明命是同一神的說法中：
- 天照國照彦天火明櫛玉饒速日尊（あまてる くにてる ひこ あめのほあかり くしたま にぎはやひ の みこと）

大國主神之子的說法中：
- 《播磨國風土記》認為饒速日命是大汝命（即大國主神）之子

### 天火明命的别名
- 天照國照彥天火明尊（あまてる くにてる ひこ あめのほあかり の みこと）
- 天照國照彥火明命（あまてるくにてるひこほあかり）
- 彥火明命（ひこほあかり）
- 膽杵磯丹杵穗命（いきしにきほのみこと）
- 天照御魂神（アマテルミタマノカミ）

也有將祂等同於素戔嗚尊的兒子以及大物主神、加茂別雷大神、事解之男尊、日本大國魂大神、布留御魂、大歳尊的說法：
- 原田常治氏為日本古代史引入了新的論點，他經過大量的推論，作出了大膽的結論，斷定大神神社的主祭神大物主神、賀茂別雷神社的主祭神加茂別雷大神、熊野本宮大社的祭神事解之男神、大和神社的主神日本大國魂大神、石上神宮的祭神布留御魂、大歲神社的主祭神大歳尊和饒速日命是同一人[5]。雖然這在學術上還是個待討論的課題，但受其影響的作家卻相當多[6]。

## 信仰
祭祀饒速日命的神社主要有：
- 磐船神社（日语：磐船神社 (交野市)）：奉祀以巨岩雕刻而成的御神體，稱為「天的磐船」。
- 天照玉命神社
- 石切劍箭神社（日语：石切剣箭神社）
- 國津比古命神社
- 物部神社
- 矢田坐久志玉比古神社
- 飛行神社（日语：飛行神社）：大正時代為飛行機械之神建立的神社。

主祭神可以和饒速日命視為一體的神社：
- 真清田神社：尾張國一宮（祭神為天火明命，本名天照國照彥天火明櫛玉饒速日尊）
- 籠神社：元伊勢最初的神社（祭神是彥火明命）

## 內部連結
- 天火明命
- 宇摩志麻遲命